# ドリフターズですよ!冒険冒険また冒険
『ドリフターズですよ!冒険冒険また冒険』（ドリフターズですよ ぼうけんぼうけんまたぼうけん）は、1968年9月21日に東宝系で公開された日本映画。東宝と渡辺プロの共同製作。カラー。シネマスコープ。

## 概要
「ドリフターズですよ！」シリーズの第3作。ザ・ドリフターズのメンバーが、何か大きな事をやって有名になろうと奮闘する話。学生運動やアングラ劇団など、1968年当時の世相描写が見られる。
前作『ドリフターズですよ!盗って盗って盗りまくれ』から引き続き藤村有弘が敵役で、藤田まことが第1作『ドリフターズですよ!前進前進また前進』と同じ役で出演している。また、当時ドリフと人気を二分していたコント55号も出演している。冒頭の学生運動のシーンには、後にドリフのメンバーとなる志村けんが端役出演している。なお、リーダーのいかりや長介は、本作公開前に出演していたテレビバラエティ『進め!ドリフターズ』（TBS）での事故により、本作では出番が少なくなっている。

## スタッフ
- 製作：渡辺晋、五明忠人
- 脚本：松木ひろし
- 音楽：山本直純
- 撮影：内海正治
- 照明：山口虎男
- 美術：育野重一
- スチル：田中一清
- 編集：岩下広一
- 録音：吉沢昭一
- 整音：杉崎喬(目黒スタジオ)
- 監督助手：合月勇
- 製作担当者：坂井靖史
- 振付：土居甫
- 現像：東洋現像所
- 監督：和田嘉訓

## 出演者
- アンテナ：いかりや長介（ザ・ドリフターズ）
- チュウ：荒井注（ザ・ドリフターズ）
- ブウ：高木ブー（ザ・ドリフターズ）
- メガネ：仲本工事（ザ・ドリフターズ）
- チョロ：加藤茶（ザ・ドリフターズ）
- リズ：野川由美子
- おサチ：小山ルミ
- ピン子：真理アンヌ
- 宗月五郎：藤村有弘
- 建設現場の警備員 : 左とん平
- 学生：小松政夫
- 新聞社社長：上田吉二郎
- 鉄：広瀬正一
- 銀：鈴木和夫
- 志村康徳
- 井上大助
- 川村真樹
- 菊田ゆか
- 福岡正剛
- レニー：テッド・ガンサー
- アングラ男優：コント55号
- 司会者（大河内庄吉）：藤田まこと

## 挿入歌
- 「ズッコケチャン」（ザ・ドリフターズ）作詞:なかにし礼、作曲:池すすむ
- 「冒険マーチ」（ザ・ドリフターズ）作詞:松木ひろし、作曲:山本直純

## 同時上映
- 第50回全国高校野球選手権大会 青春

## テレビ放送
本作はビデオソフト化されていないが、時折テレビ放送されることがある。
- 1984年10月24日、テレビ東京の『水曜ファミリー劇場』初回で放送された。
- 1999年10月にチャンネルNECOで、他の「ドリフターズですよ！」シリーズ作品と共に放送された[1]。
- 2009年4月に日本映画専門チャンネルで、他の「ドリフターズですよ！」シリーズ作品と共に放送された。『特訓特訓また特訓』については未放送。

## 参考資料
- キネマ旬報[どれ?][要ページ番号]